# Капланова турбина
Каплановата турбина е аксиална турбина под налягане с много добри възможности за регулиране. Затова тази турбина намира приложение там, където дебитът и спадът (разлика в нивата на водата) не са постоянни.

## Характеристика
Каплановата турбина има по-голям коефициент на полезно действие от Францисовата турбина, но е много по-сложна и по-скъпа. Използва се при воден спад от 1 до 70,5 м и дебит от 0,15 до няколко десетки м3/сек. Най-голяма консумация на вода (до 636 м3/сек, при спад на водата 12,88 до 24,20 м) в света имат Каплановите турбини във водната електроцентрала Габчиково на река Дунав. Като цяло може да се каже, че този тип турбини се използва при малки падове и големи, непостоянни дебити. В зависимост от пада турбината може да е с хоризонтална или вертикална ос.
Според вида на конструкцията си Каплановите турбини се делят още на обикновени и Булб турбина. При Булб турбината е характерно, че турбината и генераторът са конструктивно съединени в едно общо тяло наречено „Булб“, поради което се постигат изключително високи стойности на коефициента на полезно действие. Този вид турбини намират най-широко приложение при малките руслови ВЕЦ (руслова ВЕЦ).